# Santa Maria della Neve (Cuglieri)

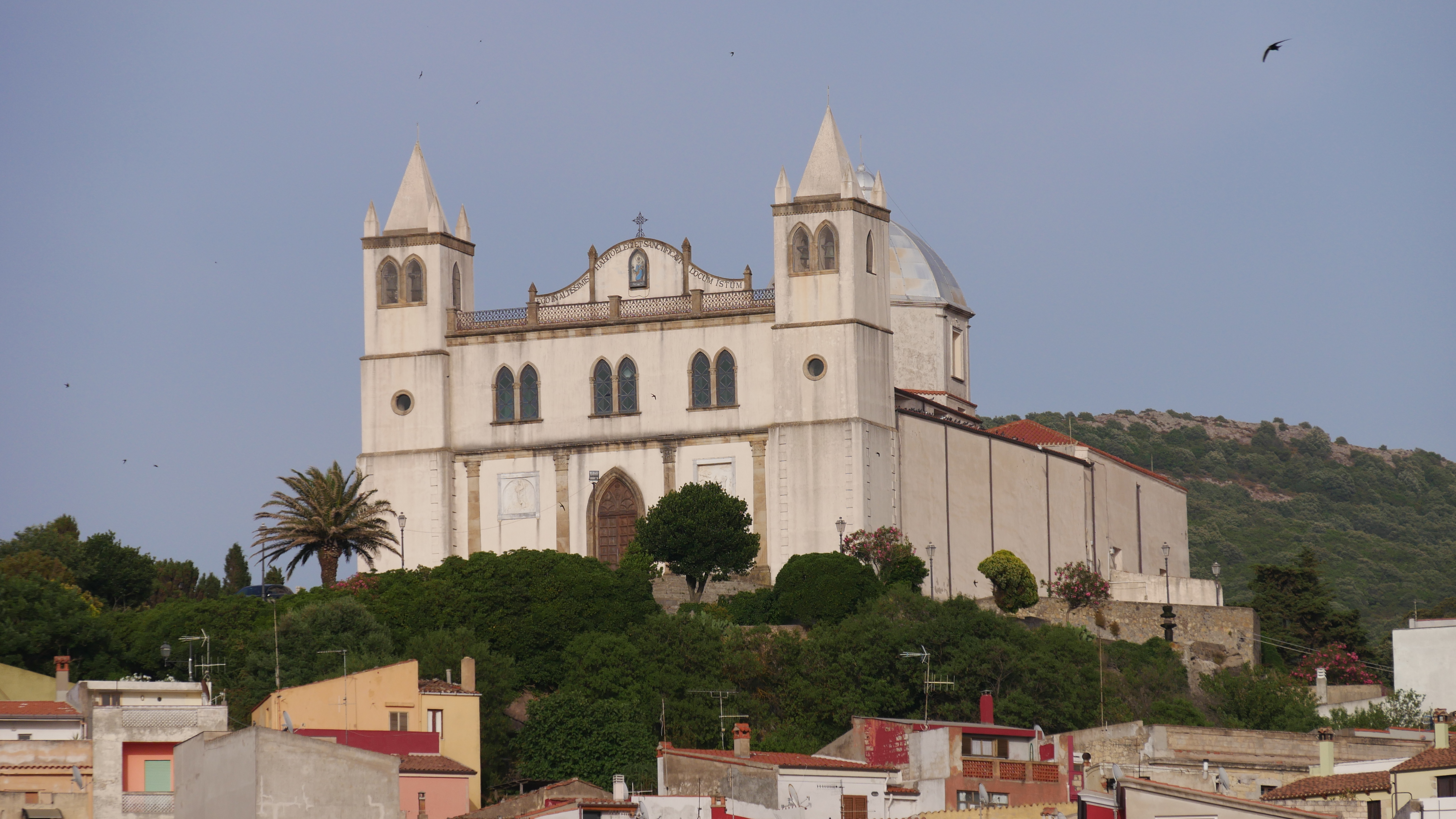
Die Basilika auf dem höchsten Punkt der Stadt

Santa Maria della Neve ist eine römisch-katholische Kirche in Cuglieri auf Sardinien. Die Pfarrkirche des Bistums Alghero–Bosa mit dem Patrozinium Maria Schnee erhielt als erste in Sardinien den Titel einer Basilica minor. Die barocke Stiftskirche steht auf der Spitze des Bardosu-Hügels, der Platz vor der Kirche bietet einen Panoramablick über die Stadt.

## Geschichte
Der Standort der Kirche geht der Legende nach auf den Fund einer Marienstatue mit Kind im 14. Jahrhundert durch einige Fischer in der Ortschaft Santa Caterina di Pittinuri zurück. Beim Transport zur damaligen Pfarrkirche zogen die Ochsen aber bis zum Bardosu-Hügel weiter, woraufhin hier eine neue Kirche für das Gnadenbildnis gebaut wurde. Eine erste urkundliche Erwähnung ist aus dem 15. Jahrhundert erhalten. Die Ausbauten und Umgestaltungen, die zu dem heutigen Aussehen und der Größe des Gebäudes führten, wurden ab dem 17. Jahrhundert durchgeführt und dauerten bis zum ersten Viertel des 20. Jahrhunderts an, als die Fassade neu errichtet wurde. Die Kirche wurde am 26. Mai 1807 von Papst Pius VII. in den Rang einer Stiftskirche erhoben und erhielt am 9. September 1919 von Benedikt XV. den Titel einer Basilika minor verliehen. Am 5. August 1893 wurde die Madonnenstatue nach einem päpstlichen Dekret von Leo XIII. feierlich gekrönt.

## Architektur
Die Fassade der Basilika wurde zwischen 1912 und 1913 errichtet, nachdem das Kirchenschiff um ein Atrium und den darüber liegenden Empore erweitert worden war. Die Glockentürme der Doppelturmfassade werden von pyramidenförmigen Helmen bedacht. Die Fassade ist in zwei Etagen gegliedert, die durch ein von Kompositpilastern und -kapitellen getragenes Gesims geteilt werden. Die untere Reihe weist in der Mitte ein spitzbogiges Portal auf, das von zwei Marmorreliefs des Bildhauers Giovanni Benvenuto da Pietrasanta flankiert wird, die die Ankunft des Gnadenbildes der Jungfrau Maria auf dem Bardosu-Hügel und das Wunder des Blitzes, der das Gnadenbild im Jahr 1824 unversehrt ließ, darstellen. Die obere Etage hat drei neugotische Biforien und wird von einer kleinen Terrasse überragt, die von einem geschwungenen Giebel mit einer Nische beherrscht wird, in der sich ein Bildnis der Jungfrau Maria befindet. Der Innenraum der Saalkirche mit einem Tonnengewölbe wird an beiden Seiten von vier Kapellen begleitet, der Chor ist um sechs Stufen erhöht und von einer Marmorbalustrade umgeben. Die Kirche wird von einer großen achteckigen Kuppel über einem Tambour gekrönt.

## Ausstattung

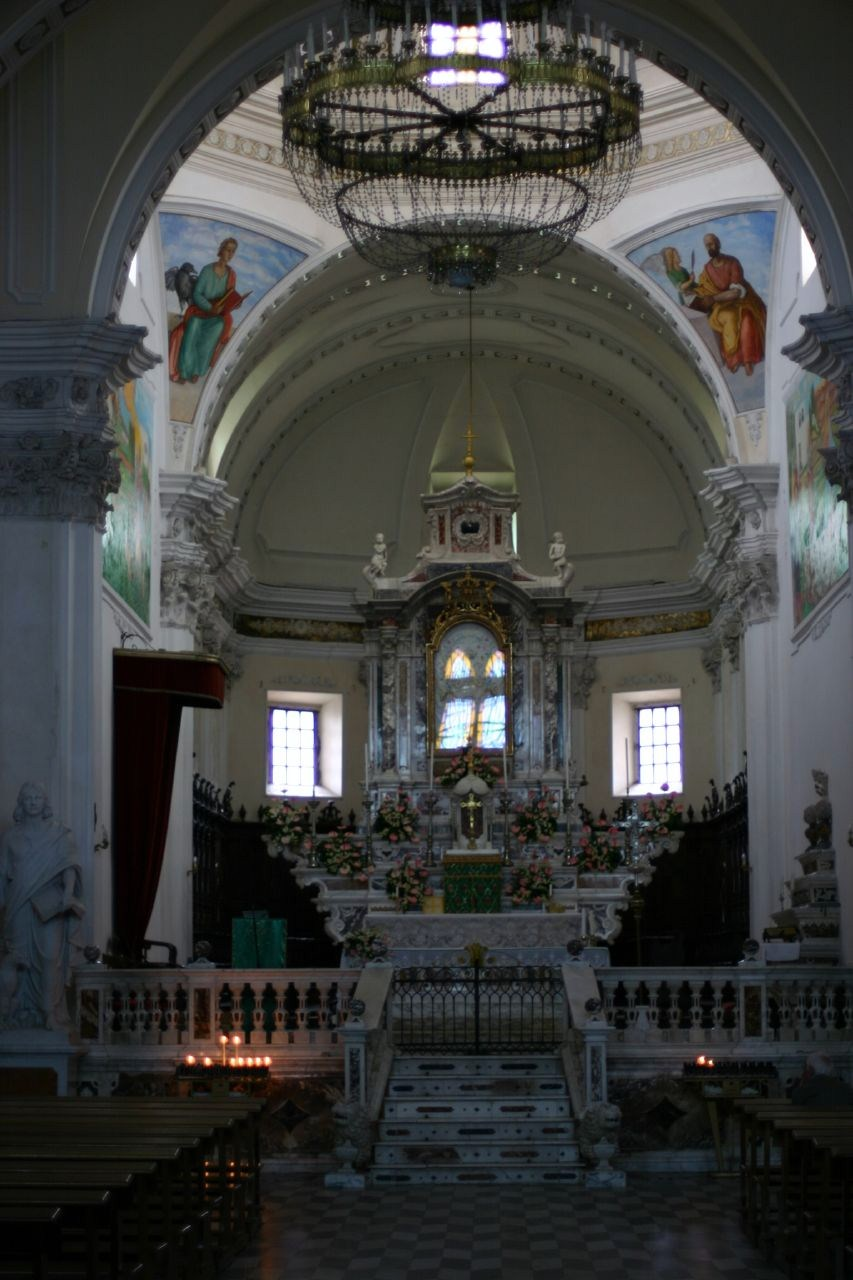
Innenraum

Das Innere der Kirche ist mit Stuck, verschiedenen Marmorornamenten im Barockstil und Gemälden des Parmaer Künstlers Emilio Scherer aus dem Jahr 1893 dekoriert, der auch die Kathedrale von Bosa ausgemalt hat. Mitte des 20. Jahrhunderts wurde die Kirche auf Initiative von Bischof Giovanni Pes umfangreichen Restaurierungsarbeiten unterzogen, da der Innenraum stark verfallen war und große Teile der einsturzgefährdeten Mauern stabilisiert werden mussten. Daraufhin wurden die Gemälde von Scherer durch ein neues Dekorationsprogramm des Malers Pietro Collu aus Cousin ersetzt, das nur teilweise fertiggestellt wurde, und zwar in den vier Gemälden, die heute das Innere des Tambours schmücken und folgendes darstellen: die Auffindung der Madonna am Strand von Santa Caterina di Pittinuri, die Ankunft auf dem Monte Bardosu, die Prozession und die thronende Schneemadonna, umgeben von den illustren Cousinlieri und in den beiden Stirnseiten des Kirchenschiffs mit den Evangelisten Matthäus und Johannes. Die Treppe zum Chor wird auf beiden Seiten von zwei Löwenstatuen gestützt wird. Vor der Balustrade stehen die Marmorstatuen der Heiligen Johannes der Evangelist und Paulus des Bildhauers Giuseppe Sartorio. Die tiefe Apsis beherbergt den barocken Hochaltar aus Marmor und einen hölzernen Chorgestühl. Die alte und verehrte Statue der Schneemadonna aus bemaltem Stein ist von großem Wert.